# Thomas Meinhardt
Thomas Meinhardt (* 1953) ist ein deutscher Schauspieler.

## Leben
Meinhardt absolvierte seine Schauspielausbildung von 1972 bis 1975 an der Hochschule für Musik und Theater Hamburg und war danach unter anderem am Residenztheater München, Schauspiel Bonn, Staatstheater Stuttgart, Theater Kiel, Theater Bremen und am Nationaltheater Mannheim engagiert.
Daneben hatte er seit Mitte der 1970er-Jahre zahlreiche Auftritte als Fernseh- und Filmschauspieler. Dieter Wedel besetzte ihn seit den 1980er-Jahren wiederholt in Produktionen wie Der Mann, der keine Autos mochte, Der König von St. Pauli oder in Die Affäre Semmeling. Seit Dezember 1995 (Folge 58) verkörpert Meinhardt die Rolle des Heinz Faller in der SWR-Serie Die Fallers – Die SWR Schwarzwaldserie. Er war zudem in den Serien Unser Lehrer Doktor Specht und Post Mortem sowie in den Kinofilmen Anatomie und Buddenbrooks zu sehen. In der Serie Stromberg spielte er in der fünften Staffel (2011/12) die Rolle des Vorgesetzten Tremmel.
Meinhardt lebt in Essen.

## Filmografie
- 1976: Wege ins Leben
- 1979: Jenseits von Schweden
- 1982: Beim Bund (Miniserie)
- 1984: Der Mann, der keine Autos mochte
- 1986: Es muß nicht immer Mord sein (Fernsehserie, Folge: Die Gelegenheit)
- 1987–1990: Diese Drombuschs (Fernsehserie, 4 Folgen)
- 1988: Die Schwarzwaldklinik (Fernsehserie, Folge: Der kranke Professor)
- 1989: Großstadtrevier (Fernsehserie, Folge: Eine böse Überraschung)
- 1993: Der große Bellheim (Mehrteiler)
- 1993: Moselbrück (Fernsehserie, 1 Folge)
- 1995: Der Mann, der Angst vor Frauen hatte
- seit 1995: Die Fallers – Die SWR Schwarzwaldserie (Fernsehserie)
- 1996: Der Schattenmann (Mehrteiler)
- 1996: Zwei Brüder (Fernsehserie, Folge: Die Quirini-Affäre)
- 1996: Dr. Stefan Frank – Der Arzt, dem die Frauen vertrauen (Fernsehserie, Folge: Wie ein stummer Schrei nach Liebe)
- 1996–2011: Ein Fall für zwei (Fernsehserie, 3 Folgen, verschiedene Rollen)
- 1998: Der König von St. Pauli (Mehrteiler)
- 1998: Hallo, Onkel Doc! (Fernsehserie, 1 Folge)
- 1998: Caipiranha – Vorsicht, bissiger Nachbar!
- 1998: Für alle Fälle Stefanie (Fernsehserie, 2 Folgen)
- 1999: Unser Lehrer Doktor Specht (Fernsehserie, 8 Folgen)
- 1999–2001: Die Wache (Fernsehserie, 2 Folgen, verschiedene Rollen)
- 2000: Anatomie
- 2001: Tatort: Bienzle und der Todesschrei (Fernsehreihe)
- 2001: OP ruft Dr. Bruckner (Fernsehserie, 1 Folge)
- 2002: Die Affäre Semmeling (Mehrteiler)
- 2002: Um Himmels Willen (Fernsehserie, 1 Folge)
- 2002: Problemzone Mann
- 2003: Vier Küsse und eine E-Mail
- 2004: Der Elefant – Mord verjährt nie (Fernsehserie, Folge: Leiche im Keller)
- 2004: Liebe in der Warteschleife
- 2005: Unser Charly (Fernsehserie, Folge: Nadelstiche)
- 2005: Tatort: Dunkle Wege
- 2005: Mein Leben & Ich (Fernsehserie, 1 Folge)
- 2005: Speer und Er (Mehrteiler)
- 2006: Karol Wojtyła – Geheimnisse eines Papstes
- 2006: Heute heiratet mein Ex
- 2006: Die Krähen
- 2007: Du gehörst mir
- 2007: Der Staatsanwalt (Fernsehserie, Folge: Erzfeinde)
- 2007–2008: Post Mortem (Fernsehserie, 3 Folgen)
- 2007–2008: Lutter (Fernsehreihe)
  - 2007: Essen is’ fertig
  - 2007: Um jeden Preis
  - 2008: Blutsbande
- 2008: Kleine Lüge für die Liebe
- 2008: Türkisch für Anfänger (Fernsehserie, 1 Folge)
- 2008: Buddenbrooks
- 2009–2014: SOKO Wismar (Fernsehserie, 2 Folgen, verschiedene Rollen)
- 2009: Tatort: Herz aus Eis
- 2009: All You Need Is Love – Meine Schwiegertochter ist ein Mann
- 2009: Mein Leben – Marcel Reich-Ranicki
- 2009: Tatort: Im Sog des Bösen
- 2009–2015: SOKO Köln (Fernsehserie, 2 Folgen, verschiedene Rollen)
- 2011–2012: Stromberg (Fernsehserie, 5 Folgen)
- 2012: Der Alte (Fernsehserie, Folge: Lautloser Tod)
- 2013: Tatort: Die chinesische Prinzessin
- 2013: Gegenseitig (Kurzfilm)
- 2014: Inspektor Jury (Fernsehserie, 1 Folge)
- 2014: Tatort: Mord ist die beste Medizin
- 2014: Heldt (Fernsehserie, 1 Folge)
- 2014: Koslowski & Haferkamp (Fernsehserie, 1 Folge)
- 2015: In aller Freundschaft – Die jungen Ärzte (Fernsehserie, Folge: Schuld und Vergebung)
- 2015: Marie Brand und das Erbe der Olga Lenau
- 2015: Die Rosenheim-Cops (Fernsehserie, Folge: Das mysteriöse Geräusch)
- 2015: Rentnercops (Fernsehserie, Folge: Verdamp Lang Her)
- 2017: SOKO Stuttgart (Fernsehserie, 1 Folge)
- 2017: Bettys Diagnose (Fernsehserie, 1 Folge)
- 2017: In aller Freundschaft (Fernsehserie, Folge: Zeichen und Wunder)
- 2018: Winterherz – Tod in einer kalten Nacht
- 2018: Wir sind doch Schwestern
- 2018: Hotel Heidelberg: … Vater sein dagegen sehr (Fernsehreihe)
- 2019: Pastewka (Fernsehserie, 1 Folge)
- 2019: Hotel Heidelberg: Wir sind die Neuen
- 2019: Brecht (Zweiteiler)
- 2024: Die Ermittlung
- 2024: Cranko

## Hörspiele (Auswahl)
- 2016: Chris Ohnemus: Was uns trennt – Regie: Martin Zylka